# Schule Oberthal
Die Schule Oberthal ist eine Schule im Kanton Bern. Sie gehört zur Gemeinde Oberthal, das in der Nähe von Konolfingen liegt. Das Schulhaus wurde 1871 gebaut und seitdem mehrmals renoviert. Neben dem Schulgebäude existiert eine Turnhalle und ein Kindergarten. Vom 2. bis zum 9. Schuljahr gibt es insgesamt drei Klassen sowie 3 Eingangsstufen.
Die Schule Oberthal ist Mitglied von Fit-4-Future und SWiSE – Swiss Science Education.

## Geschichte

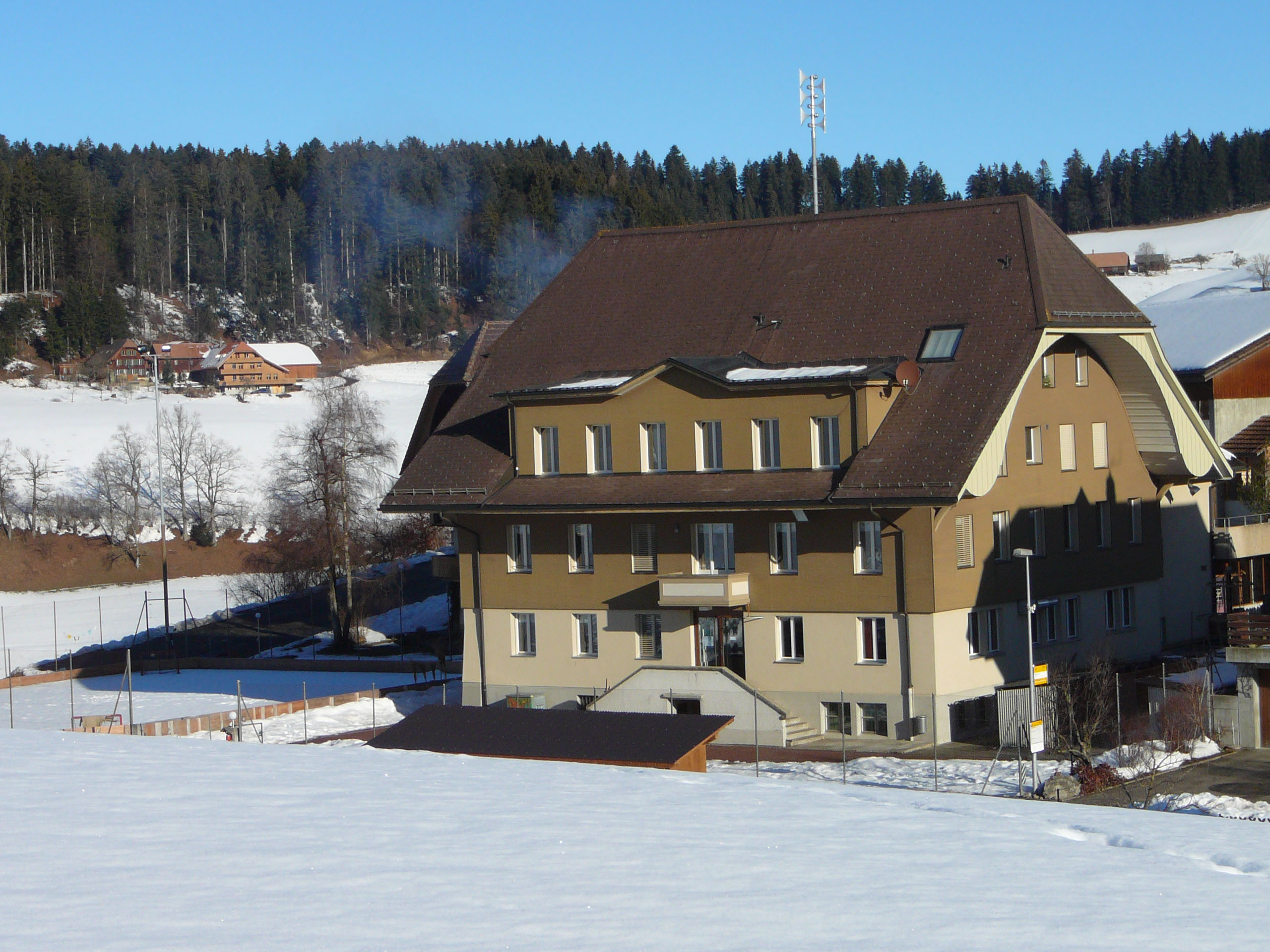
Schulhaus Oberthal im Winter 2011/2012

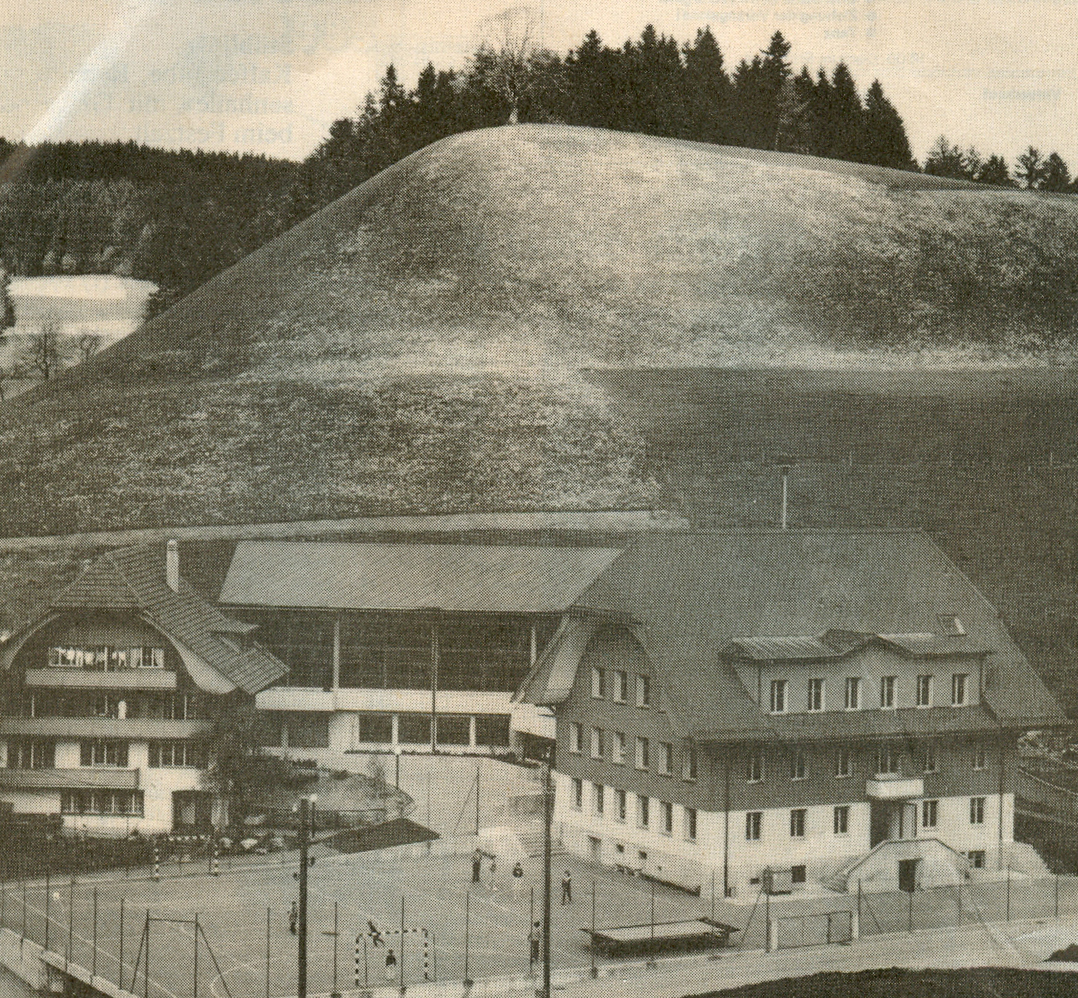
Schulhausanlage Oberthal, Juni 1985

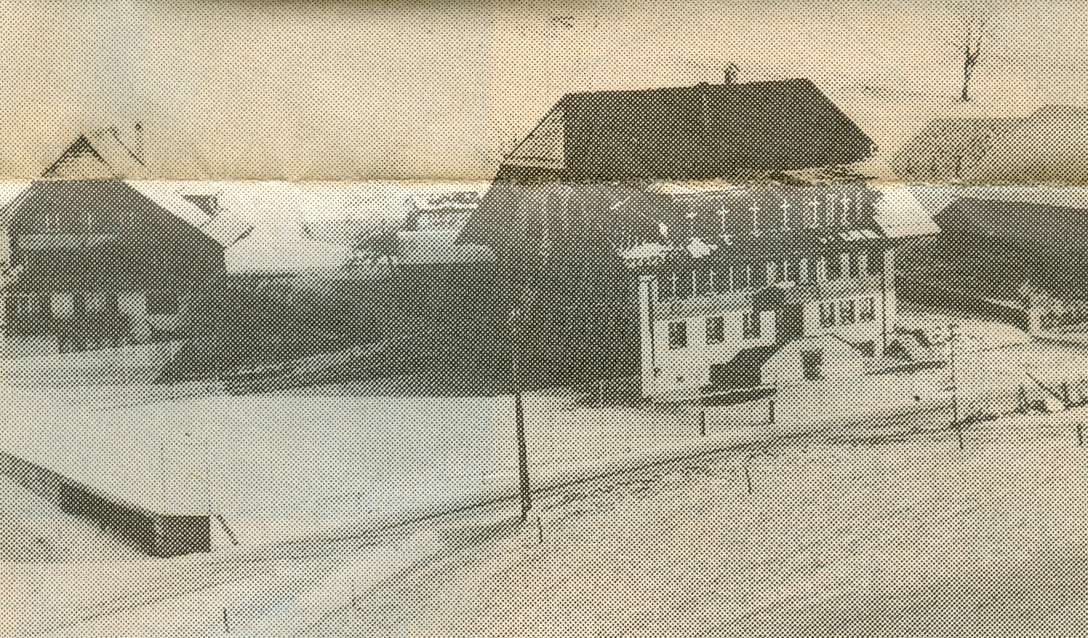
Nach der Strassen- und Turnplatzverlegung 1976

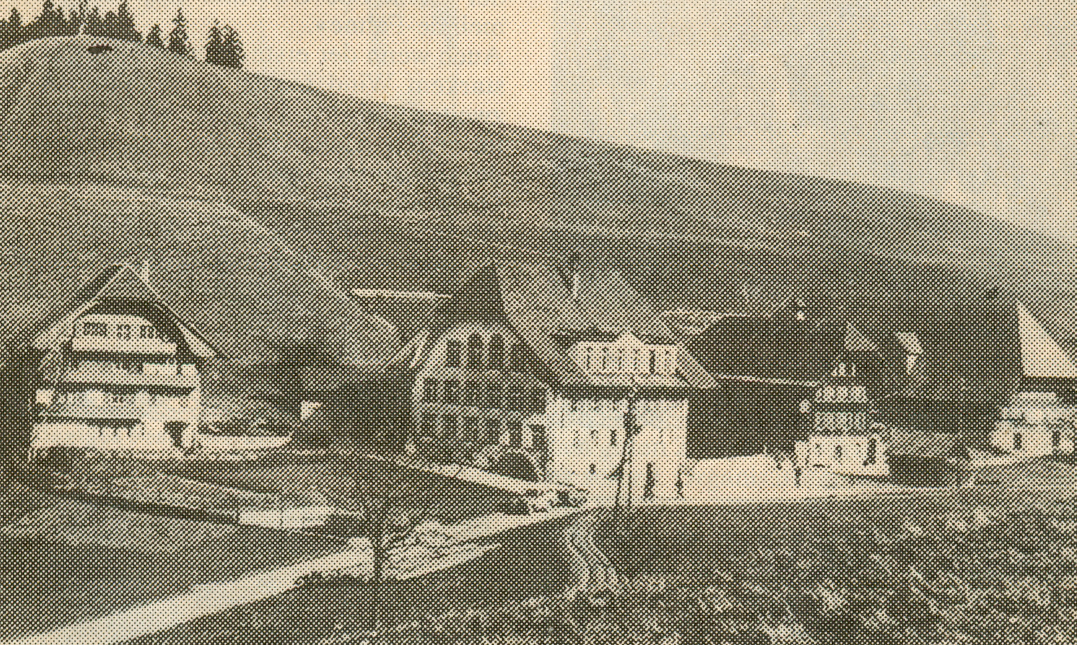
Schulhaus und Lehrerwohnhaus um 1975

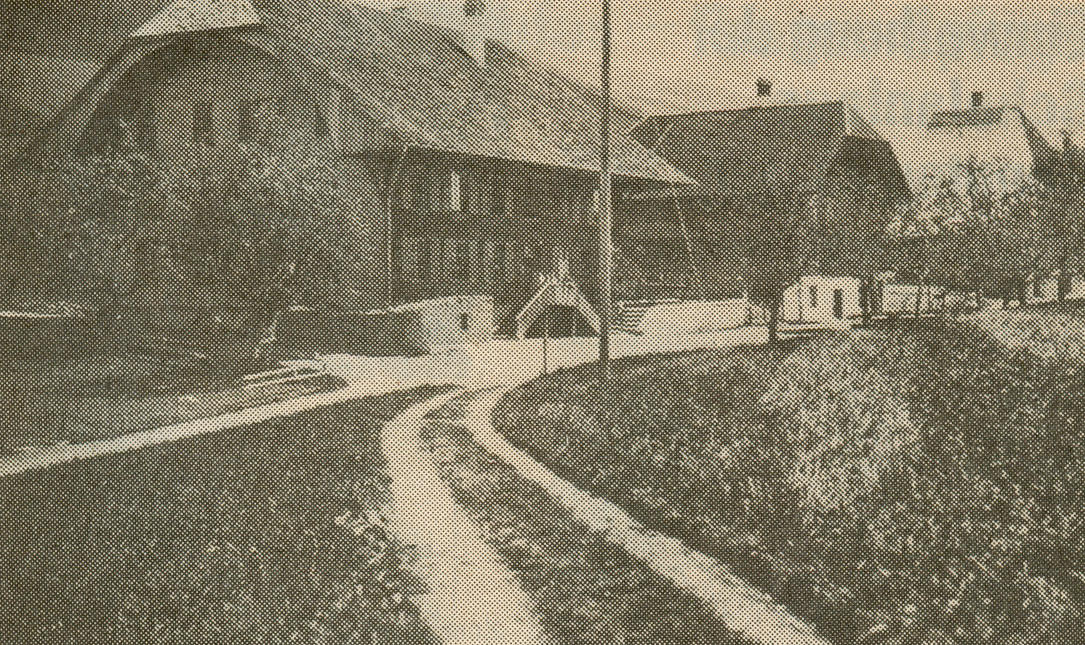
Schulhaus Oberthal, erbaut 1871

1684 wurde im «Ofenhüsi auf dem Guggisberg» ein Schulhaus eingerichtet. Andere Quellen sprechen davon, dass sich die erste Schule des Oberthals «im Zelg» befand.

„Mittwochs, den 4.6. ist in Oberthal by Hanss Luginbüels Haus bey der Linden eine Gemeind gehallten worden von wegen eines Schulhauses, an welcher Gemeind die meisten Haussvätter von Hüsslibach, Hargarten, Blaasen, Buch, Bumersbach und Möschberg sich eingefunden und einhällig erkennt worden, dass sie selber eine Schule und ein Schulhaus errichten und bestreiten wollen ohne Höchstetten. Die erste Schule befand sich im Zelg.“

1871 wurde das Schulhaus im Käneltal erbaut, wo es heute noch steht. Das damalige Schulhaus im Käneltal sah im Gegensatz zu heute noch wie ein typisches Emmentaler Bauernhaus aus. 1930 kam es zur Einweihung des neuen Predigtsaales, welcher sich ebenfalls im Schulhaus befindet. Nachdem das Schulhaus 23 Jahre später aufgestockt, sowie zusätzlich ein Gemeindehaus gebaut wurde, gab es 1976 das erste Oberthal-Fest zu Gunsten des erstellten Turnplatzes. Vor dem grossen Umbau 1983–1985 bestand das Schulgelände aus einem Rasen und einem Spielplatz. Das zweite Oberthal-Fest folgte 1985. Man feierte den sanierten Predigtsaal sowie die baulich erweiterte Schulanlage (umgebautes Schulhaus, neue Mehrzweckanlage/Turnhalle sowie weitere Räume). Im Sommer 1986 fand der Unterricht erstmals im neu renovierten Schulhaus statt.
2017 wurde die Schule 333 Jahre alt.
Seit 2021 gibt es das durchlässige System, das bedeutet, dass es seitdem auch Sekundarschüler in der Schule gibt.

### Die Gebäude-Einteilung
Es gibt ein Schulgebäude, eine Turnhalle, die Gemeindeverwaltung und ein Mehrzweck-Gebäude, welches im oberen Stockwerk den Kindergarten und im Parterre das Feuerwehr-Magazin beinhaltet. Auf dem Gelände gibt es einen Spielplatz, ein Pumptrack und einen Fussballplatz.

## Schule

### Basisstufe
Im Blasenstöckli (Reutegraben) wurde 1977 ein Wanderkindergarten (Teilzeit) eingerichtet. Ein Jahr später wurde der Kindergartenverein gegründet. 1985 zog der Kindergarten in eine Wohnung im Gemeindehaus. Seit 1997 ist der Kindergarten im neu gebauten und eigenen Kindergartengebäude untergebracht. Die Basisstufe wurde im Sommer 2018 eingeführt. Die Basisstufe besteht aus drei Altersstufen: die ehemaligen zwei Kindergartenjahre und die 1. Klasse. Alle Basisstufenkinder haben eine «Schul-Gotte» oder einen «Schul-Götti» (Es ist möglich, dass ein Kind auch zwei Göttis hat.) aus der 7.–9. Klasse. Die Aufgabe als «Schul-Gotte» resp. «Schul-Götti» ist es, bei Ausflügen die entsprechenden Kinder zu begleiten  zu helfen und an Geburtstagen den Kindern ein Geschenk zu bringen.

### Schüler
In der Schule Oberthal werden immer drei Klassen in einem Klassenzimmer (1.–3. Klasse, 4.–6. Klasse und 7.–9. Klasse) unterrichtet. Momentan (Stand April 2024) besuchen etwa 80 Schüler die Schule Oberthal. 1826 waren es sogar 230 Schüler.
1950 wurde im Schulhaus Oberthal eine vierte Klasse eröffnet, 1958 sogar eine fünfte Klasse.

### Schulleitung
- 1972–1981: Daniel Aeschlimann
- 1982–2018: Urs Schürch
- seit 2018: Raphael Tröhler

## Pädagogische Arbeit, Angebot der Schule

### Altersgemischtes Lernen
Die verschiedenen Jahrgänge sind zu Mehrjahrgangsklassen zusammengelegt. Diese zusammengelegten Klassen haben den Vorteil, dass die älteren Schüler den jüngeren helfen können. Es wird auch darauf geachtet, dass an den einzelnen Tischen resp. Arbeitsinseln möglichst von jeder Klasse ein Schüler sitzt. Im Rahmen des altersgemischten Lernens existiert auch ein Klassenforum. Die Tätigkeiten zum altersgemischten Lernen an der Schule Oberthal wurden in einem Artikel des Infoheftes „Oberthal aktuell“ im Februar 2012 zusammengefasst.

### Wahlfächer
In der Schule Oberthal hat es nebst den regulären Fächern des Lehrplans des Kantons Bern zusätzliche Wahlfächer. Wie zum Beispiel Sport sowie Technisches und Textiles Gestalten. Andere Wahlfächer werden unregelmässig angeboten: Versuche und Experimente und Foto Film.

### Tagesschule
Seit 2008 gibt es eine Tagesschule. Sie findet von Montag bis Dienstag und von Donnerstag bis Freitag statt. Es gibt ein Mittagessen und danach können die Schüler ihre Aufgaben machen oder spielen. Zeitweise findet die Aufgabenbetreuung unter Mithilfe von Lehrern statt. 2011 wurde die Küche mit neuen Geräten ausgestattet. 2023 wurde die Küche komplett umgebaut, dass sie jetzt auf dem neusten Stand sein kann. Hier arbeiten zwei Köchinnen, die Schülerinnen und Schüler müssen manchmal auch mithelfen.

### Jahresthemen
Die Jahresthemen werden vom Lehrerkollegium bestimmt und gelten während eines Schuljahres. Es gab Themen wie Farben, Kultur, Theater oder Spiele. Zu den jeweiligen Themen organisiert die Schule passende Projekte. Zum Thema Theater gab es beispielsweise ein grosses Theater, bei dem Thema Farben wurden verschiedene Innenwände des Schulhauses mit farbigen Schmetterlingen oder bunten Memory von den Schülern angemalt. Oder bei dem Thema Lachen kam ein Comicer und ein Clown.

### Projekte und Veranstaltungen
Die Schule Oberthal organisiert viele Veranstaltungen und Projekte. Jährlich finden zum jeweiligen Jahresthema Projekttage statt. 2017 fand das Theater «GNB Ganz normaler Bahnsinn» statt. Daneben engagiert sich die Schule regelmässig in grösseren Projekten in Zusammenarbeit mit Vereinen und anderen Organisationen. 2023 wurde das Musical Mamma Mia aufgeführt. Zur Finanzierung, wurde für zwei Wochen ein Restaurant geführt, dass ungefähr 18.000 Schweizer Franken in die Kasse gebracht hat.